# Nototriche rohmederi
Nototriche rohmederi är en malvaväxtart som beskrevs av Antonio Krapovickas. Nototriche rohmederi ingår i släktet Nototriche och familjen malvaväxter. Inga underarter finns listade i Catalogue of Life.